# Moment statyczny pola
Moment statyczny figury płaskiej – wielkość opisująca rozłożenie pola obszaru figury płaskiej względem osi. Jest wielkością używaną w mechanice technicznej i wytrzymałości materiałów, używaną do określenia własności mechanicznych przekroju elementu konstrukcyjnego.
Moment statyczny należy do charakterystyk geometrycznych figur płaskich i jest nazywany momentem pierwszego stopnia.

## Definicja

Momentem statycznym {\displaystyle dS} elementu figury {\displaystyle dA,} którego wymiary można pominąć, względem dowolnej prostej (osi) jest iloczyn pola tego elementu i odległości {\displaystyle y} od tej prostej. Moment statyczny figury jest sumą momentów statycznych jej części.
{\displaystyle dS=dA\cdot y,}
{\displaystyle S=\sum \limits _{i=1}^{n}A_{i}\cdot y_{i}.}
Momenty statyczne pola figury płaskiej określane z użyciem całek w układzie kartezjańskim względem układu osi {\displaystyle 0xy} określany jest wzorami:
{\displaystyle S_{x}=\iint \limits _{A}y\,dA,}
{\displaystyle S_{y}=\iint \limits _{A}x\,dA.}
Jednostką miary momentu statycznego w układzie SI jest m³.

## Własności
Moment statyczny względem osi może przyjmować wartości dodatnie, zerowe i ujemne. Moment ma wartość równą 0 wtedy, gdy oś, względem której go wyznaczono, przechodzi przez geometryczny środek ciężkości figury. Gdy moment jest różny od zera, położenie środka geometrycznego tej figury względem układu osi 0xy określone jest wzorami:
{\displaystyle x_{0}={\frac {S_{y}}{A}},}
{\displaystyle y_{0}={\frac {S_{x}}{A}}.}
Moment statyczny jest wielkością addytywną. Moment statyczny figury jest równy sumie jej wyróżnionych części.
Moment statyczny obliczany względem osi symetrii figury jest równy 0.

## Centralny układ współrzędnych
Układ współrzędnych, dla którego osi momenty statyczne są równe 0, określany jest jako centralny, a jego osie osiami centralnymi.